# Aurèle de Carthage
Pour les articles homonymes, voir Aurèle.
Aurèle de Carthage (en latin Aurelius Carthaginiensis † vers 430) est un saint de l'Église catholique, l'un des nombreux portant ce nom de baptême.

## Biographie

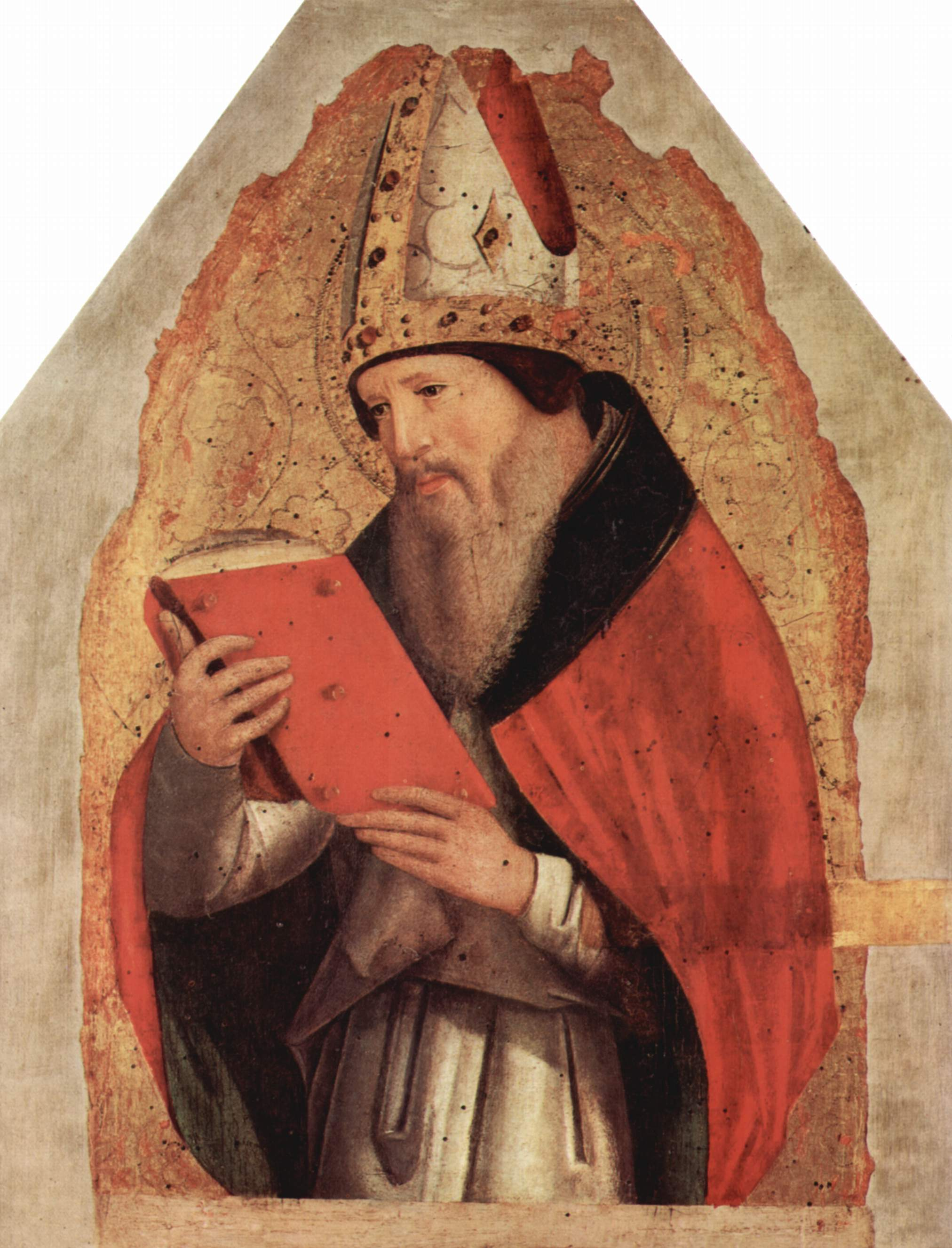
Saint Augustin, par Antonello de Messine (vers 1470) — élément du Polyptyque des Docteurs de l'Église.

Il fut évêque de Carthage de 388 à 423 ou 430. Notamment connu pour avoir renforcé la discipline ecclésiastique et pour avoir réformé certaines mœurs du clergé et des fidèles. De même, il eut la volonté d'interdire sans exceptions les idoles et spectacles allant même jusqu'à occuper le temple de Caelestis.
Il fut ami de saint Augustin, et combattit comme lui les donatistes et les pélagiens. Pour ces derniers, il s'est notamment opposé fermement au Pape Zosime qui tolérait l'hérésie pélagienne et en 418 face à l'intransigeance d'Aurèle soutenu par les évêques africains, le pape est forcé de condamner les pélagiens.
Proche de saint Augustin, il favorisa son élection à l'évêché d'Hippone à la place de l'évêque Valérius affaibli par l'âge. Il l'invita notamment plusieurs fois à Carthage pour prêcher et participer aux débats conciliaires. La mort quasi simultanée de ces deux figures du christianisme africain à l'époque de l'invasion vandale laissa le catholicisme en position de faiblesse face aux ariens.
On l'honore localement le 20 juillet selon le calendrier catholique.

## Liens
- Notices dans des dictionnaires ou encyclopédies généralistes :   - Deutsche Biographie
  - Gran Enciclopèdia Catalana
- Notices d'autorité :   - VIAF
  - GND
  - NUKAT